# Église Saint-Bonnet des Bories
Pour les articles homonymes, voir Église Saint-Bonnet.
L'Ancienne église Saint-Bonnet des Bories est une église catholique romaine située à Saint-Bonnet-de-Chirac, en France.

## Localisation
L'église est située sur la commune de Saint-Bonnet-de-Chirac, dans le département français de la Lozère.

## Historique
L'ancienne église, le presbytère attenant et la grange édifiée à l'ouest ont été inscrits au titre des monuments historiques en 1999.